# John L. Hennessy
John LeRoy Hennessy es fundador de MIPS Technologies; fue el décimo presidente de la Universidad Stanford. Consiguió su licenciatura en Ingeniería Eléctrica en la Universidad Villanova, y su master y Doctor Philosophiae en ciencias de la computación en la Universidad Estatal de Nueva York en Stony Brook.
Hennessy se convirtió en miembro de la universidad de Stanford en 1977; y en 1984 durante un año sabático, fundó MIPS Computer Systems Inc para comercializar los procesadores RISC sobre los que había estado investigando. En 1987 logró el puesto "Willard and Inez Kerr Bell" de profesor de Ingeniería Eléctrica y Ciencias de la Computación. 
Hennessy fue director del laboratorio de sistemas de computación de Stanford entre 1989 y 1993, centro de investigación de los departamentos de ingeniería eléctrica y ciencias de la computación. Entre 1994 y 1996 fue presidente del departamento de Ciencias de la Computación y desde el 1996 hasta 1999 fue decano de la escuela de ingeniería.
Hennessy y David A. Patterson han escrito dos libros muy conocidos sobre la arquitectura de computadores que han sido ampliamente utilizados como libros de texto en el estudio de esta materia:
- Computer Organization and Design: the Hardware/Software Interface (3 ediciones; la última es ISBN 1558606041)
- Computer Architecture: A Quantitative Approach (4 ediciones; la última es ISBN 0123704901 ).

En 1999, el presidente de Stanford Gerhard Casper señaló a Hennessy como sucesor de Condoleezza Rice en el puesto de "preboste" de la Universidad de Stanford.
Cuando Casper renunció para centrarse en la enseñanza en el 2000, el consejo de Stanford nombró a Hennessy para suceder a Casper como presidente. Como presidente de Stanford, Hennssy tiene un salario anual de USD 566.581 y continua en la junta directiva de MIPS donde recibe otra compensación económica.
En 2021 ha recibido el Premio Fundación BBVA Fronteras del Conocimiento en Tecnologías de la Información y la Comunicación, que reconoce su contribución al sistematizar el diseño de la arquitectura de los ordenadores en su obra Computer Architecture: A Quantitative Approach, que escribió en colaboración con David Patterson.
Además es miembro del consejo de Google, al comprar 65 000 acciones de la compañía en la primera oferta pública, acciones que actualmente superan los 200 millones de dólares.
En 2017 fue galardonado con el Premio Turing junto con David A. Patterson.